# Paphiopedilum sanderianum
Paphiopedilum sanderianum là một loài lan đặc hữu của tây bắc Borneo (Gunung Mulu).

## Hình ảnh

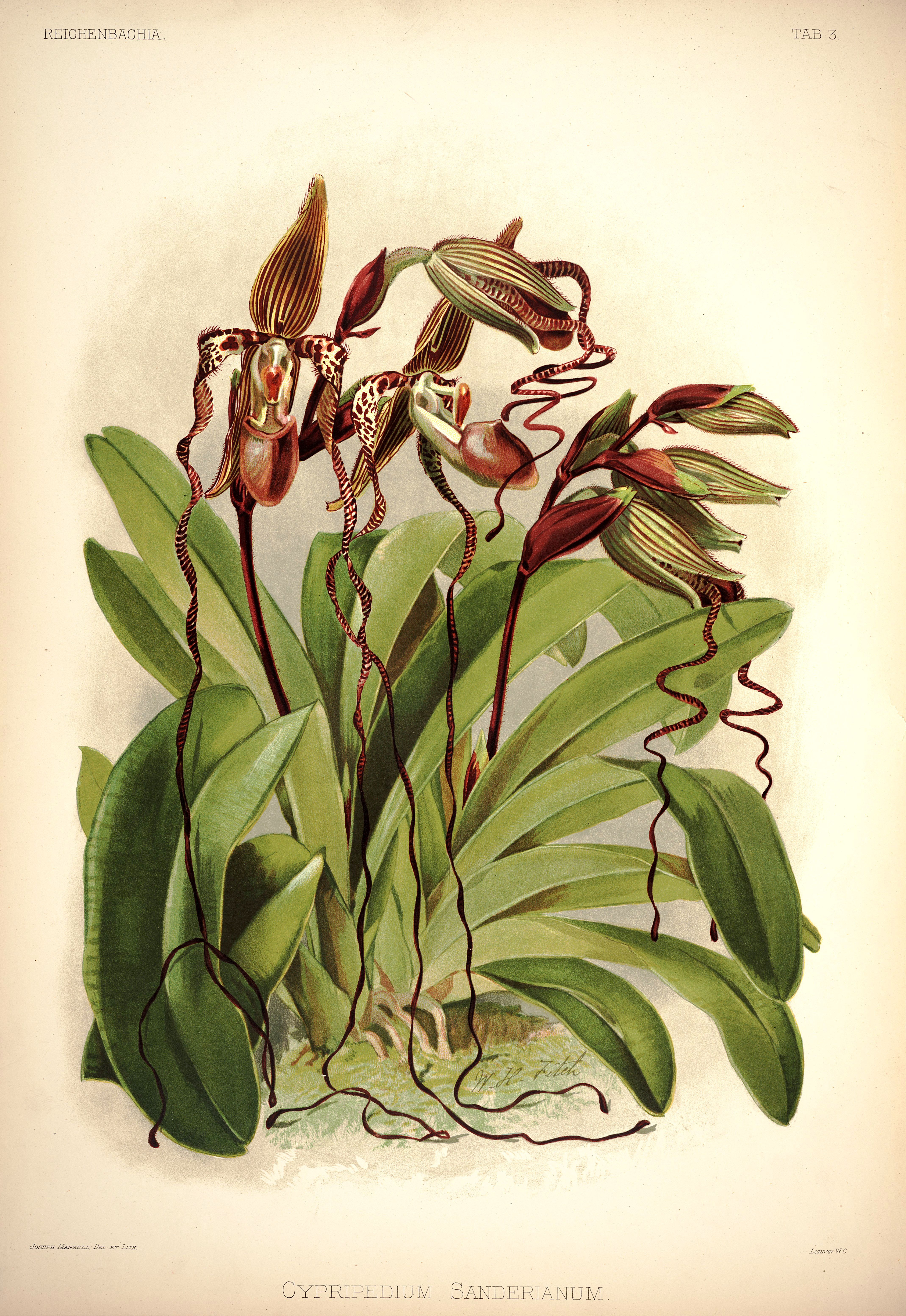